# Salzquellen bei der Loose
Salzquellen bei der Loose este o arie protejată (arie specială de conservare — SAC, sit de importanță comunitară — SCI) din Germania întinsă pe o suprafață de 6,21 ha, integral pe uscat.

## Localizare
Centrul sitului Salzquellen bei der Loose este situat la coordonatele 52°06′58″N 8°46′01″E / 52.1161°N 8.7669°E.

## Înființare
Situl Salzquellen bei der Loose a fost declarat sit de importanță comunitară în martie 2001 pentru a proteja un număr necunoscut de specii din flora spontană și fauna sălbatică aflate în arealul zonei. Situl a fost protejat și ca arie specială de conservare în aprilie 2018.

## Biodiversitate
Situată în ecoregiunea continentală, aria protejată conține 2 habitate naturale: Pășuni continentale udate de apa mării, Liziere de ierburi înalte hidrofile de câmpie și de nivel montan până la alpin.
La baza desemnării sitului se află un număr nedeclarat de specii protejate.
Pe lângă speciile protejate, pe teritoriul sitului au mai fost identificate 2 specii de plante.